# Stadssymfonie
Een stadssymfonie is een avant-garde documentaire over het leven in de grootsteden. Meestal gaat het om Parijs, Nice en Berlijn. In Amerika kende het genre ook succes, bijvoorbeeld met de film Manhatta.
Dit soort films is zeer poëtisch. De regisseur tracht het leven van de grote stad op film vast te leggen. De nadruk ligt op dynamiek en snelheid, het moderne en de onvermijdelijke fragmentatie van het bestaan.
In een stadssymfonie bestaat altijd de eenheid van plaats en tijd. Zo tonen ze bijvoorbeeld vierentwintig uur in één stad.
Het genre van de stadssymfonie beleefde zijn hoogtepunt rond de jaren 20 en 30 van de 20e eeuw. Kenmerken van films uit het genre zijn:
- de stad wordt getoond als het hoofdpersonage van de film
- de film is op locatie gedraaid
- de film lijkt op een documentaire van het dagelijks leven (vaak wordt het dag-en-nachtritme van de stad weergegeven)
- hoge graad van abstractie
- gebruik van experimentele technieken
- de film is zelfreflecterend

## Cineasten en films (selectie)
- Alberto Cavalcanti
  - Rien que les heures (1926): de eerste echte stadssymfonie
- Walter Ruttmann
  - Berlin: Die Sinfonie der Großstadt (1927)
- Joris Ivens
  - De Brug (1928) en Regen (1929)
- Dziga Vertov
  - De man met de camera (Russisch: Человек с киноаппаратом, 1929)
- Jean Vigo
  - À propos de Nice (1930)